# Удянська волость
Удянська волость — адміністративно-територіальна одиниця Харківського повіту Харківської губернії.
На 1862 рік до складу волості входили:
- хутір Макарівський;
- хутір Шаповалів;
- поселення Уди;
- хутір Протопопівський;
- хутір Козачок;
- поселення Лопань.

Найбільше поселення волості станом на 1914 рік:
- село Уди — 5167.

Старшиної волості був Золотарев Федір Федорович, волосним писарем — Звєрев Петро Тарасович, головою волосного суду — Книженко Герасим Онікієвич.